# Ľudovít Klein
Ľudovít "Mr.Highlight" Klein (* 22. února 1995, Nové Zámky) je slovenský bojovník smíšených bojových umění (MMA), současný bojovník organizace UFC, kde se dostal jako první Slovák. Trénuje v klubu Spartakus Fight Gym v Trnavě pod vedením trenéra Attily Végha. 

## MMA výsledky

### Profesionální kariéra
| Výsledek | Bilance | Soupeř              | Metoda                          | Událost                                          | Datum             | Kolo | Čas  | Místo                              | Poznámka                                |
| -------- | ------- | ------------------- | ------------------------------- | ------------------------------------------------ | ----------------- | ---- | ---- | ---------------------------------- | --------------------------------------- |
| Prohra   | 23-5-1  | Mateusz Gamrot      | Na body                         | UFC Fight Night: Blanchfield vs. Barber          | 31. května 2025   | 3    | 5:00 | Las Vegas, Spojené státy americké  |                                         |
| Výhra    | 23-4-1  | Roosevelt Roberts   | Na body                         | UFC Fight Night: Moicano vs. Saint Denis         | 28. září 2024     | 3    | 5:00 | Paříž, Francie                     |                                         |
| Výhra    | 22-4-1  | Thiago Moisés       | Na body                         | UFC Fight Night: Cannonier vs. Imavov            | 8. červen 2024    | 3    | 5:00 | Louisville, Spojené státy americké |                                         |
| Výhra    | 21-4-1  | A.J. Cunningham     | TKO (přímý kop na tělo a údery) | UFC Fight Night: Rozenstruik vs. Gaziev          | 2. březen 2024    | 1    | 4:36 | Las Vegas, Spojené státy americké  |                                         |
| Výhra    | 20-4-1  | Ignacio Bahamondes  | Na body                         | UFC Fight Night: Sandhagen vs. Font              | 5. srpen 2023     | 3    | 5:00 | Nashville, Spojené státy americké  |                                         |
| Remíza   | 19-4-1  | Jai Herbert         |                                 | UFC 286 - Edwards vs. Usman 3                    | 18. březen 2023   | 3    | 5:00 | Londýn, Anglie                     |                                         |
| Výhra    | 19-4    | Mason Jones         | Na body                         | UFC Fight Night: Blaydes vs. Aspinall            | 23. červenec 2022 | 3    | 5:00 | Londýn, Anglie                     |                                         |
| Výhra    | 18-4    | Devonte Smith       | Na body                         | UFC 272 - Covington vs. Masvidal                 | 5. březen 2022    | 3    | 5:00 | Las Vegas, Spojené státy americké  | Debut lehké váhy v rámci organizace UFC |
| Prohra   | 17-4    | Nate Landwehr       | Donucení                        | UFC Fight Night: Ladd vs. Dumont                 | 16. října 2021    | 3    | 2:22 | Las Vegas, Spojené státy americké  |                                         |
| Prohra   | 17–3    | Michael Trizano     | Na body                         | UFC on ESPN: Rodriguez vs. Waterson              | 8. květen 2021    | 3    | 5:00 | Las Vegas, Spojené státy americké  |                                         |
| Výhra    | 17–2    | Shane Young         | KO (kop na hlavu a údery)       | UFC 253 - Adesanya vs. Costa                     | 26. září 2020     | 1    | 1:16 | Abú Zabí, Spojené arabské emiráty  |                                         |
| Výhra    | 16–2    | Łukasz Sajewski     | TKO (údery)                     | Oktagon Prime 3: Štrbák vs. Legierski            | 15. únor 2020     | 1    | 3:49 | Šamorín, Slovensko                 |                                         |
| Výhra    | 15–2    | Joao Rodrigues      | KO (kop na hlavu)               | Oktagon 14: Bitva o trúny                        | 14. září 2019     | 3    | 0:46 | Bratislava, Slovensko              |                                         |
| Výhra    | 14–2    | Willian Lima        | TKO (údery)                     | Oktagon 12: Végh vs. Zwicker                     | 8. červen 2019    | 1    | 2:27 | Bratislava, Slovensko              |                                         |
| Výhra    | 13–2    | Arbi Mezhidov       | Na body                         | XFN 14                                           | 18. listopad 2018 | 3    | 5:00 | Bratislava, Slovensko              |                                         |
| Výhra    | 12–2    | Kamil Selwa         | TKO (údery)                     | XFN 11: Back to the O2 Arena                     | 28. červen 2018   | 2    | N/A  | Praha, Česko                       |                                         |
| Výhra    | 11–2    | Matej Kuznik        | TKO                             | Oktagon 5: Kuzník vs. Klein                      | 17. březen 2018   | 4    | 5:00 | Ostrava, Česko                     |                                         |
| Výhra    | 10–2    | Krzysztof Klaczek   | KO (kop na hlavu)               | Oktagon 4: Oktagon Výzva II Finále               | 12. listopad 2017 | 1    | 2:00 | Bratislava, Slovensko              |                                         |
| Prohra   | 10-2    | Aiden Lee           | Donucení (rear-naked choke)     | CWFC 87 - Cage Warriors Fighting Championship 87 | 14. říjen 2017    | 1    | 2:34 | Newport, Wales                     |                                         |
| Výhra    | 10-1    | Moric Besztercei    | Donucení (rear-naked choke)     | Dark Night Nove Zamky - Dark Night Vol. 2        | 24. červen 2017   | 1    | 4:56 | Nové Zámky, Slovensko              |                                         |
| Výhra    | 9-1     | Ahmed Abdulkadirov  | Donucení (guillotine choke)     | ACB 60 - Agujev vs. DeVent                       | 13. květěn 2017   | 2    | 0:44 | Vídeň, Rakousko                    |                                         |
| Výhra    | 8-1     | Khusein Maltsagov   | KO (koleno)                     | ACB 56 - Young Eagles 16                         | 1. duben 2017     | 2    | 3:29 | Minsk, Bělorusko                   |                                         |
| Prohra   | 7-1     | Igor Tarytsa        | KO (úder)                       | A-Fight MMA - A-Fight 5                          | 24. únor 2017     | 1    | 4:58 | Něvinnomyssk, Rusko                |                                         |
| Výhra    | 6-0     | Aleksandar Jankovic | Donucení (armbar)               | FoG - Fight of Gladiators 5                      | 9. duben 2016     | 1    | N/A  | Nitra, Slovensko                   |                                         |
| Výhra    | 5-0     | Michal Stefek       | Donucení (guillotine choke)     | HC 30 - Hanuman Cup 30                           | 5. březen 2016    | 1    | 0:40 | Bratislava, Slovensko              |                                         |
| Výhra    | 4-0     | Samuel Ribansky     | Donucení (armbar)               | HC 28 - Hanuman Cup 28                           | 26. září 2015     | 2    | 0:00 | Bratislava, Slovensko              |                                         |
| Výhra    | 3-0     | Adam Nemeth         | Donucení (guillotine choke)     | HC 27 - Hanuman Cup 27                           | 4. červenec 2015  | 1    | 1:00 | Senec, Slovensko                   |                                         |
| Výhra    | 2-0     | Kamil Tarnawski     | Donucení (triangle choke)       | PCF 12 - Poland vs. Slovakia                     | 16. květen 2015   | 2    | 1:35 | Poprad, Slovensko                  |                                         |
| Výhra    | 1-0     | Martin Mihalik      | Donucení (rear-naked choke)     | PCF 11 - Young Blood                             | 20. prosinec 2014 | 1    | 0:27 | Levoča, Slovensko                  |                                         |